# Port Augusta
Port Augusta är en ort i Australien. Den ligger i kommunen Port Augusta och delstaten South Australia, omkring 280 kilometer norr om delstatshuvudstaden Adelaide. Antalet invånare är 13 257.
Port Augusta ligger vid den innersta delen av Spencerviken längs järnvägen mellan Perth och Brisbane.
Omgivningarna är mycket torra, vilket har gjort att staden, trots ett strategiskt läge, inte utvecklats till någon större stad.
Port Augusta är det största samhället i trakten.